# Bonamia velutina
Bonamia velutina är en vindeväxtart som beskrevs av Bernard Verdcourt. Bonamia velutina ingår i släktet Bonamia och familjen vindeväxter. Inga underarter finns listade i Catalogue of Life.